# Alfonso Ribeiro

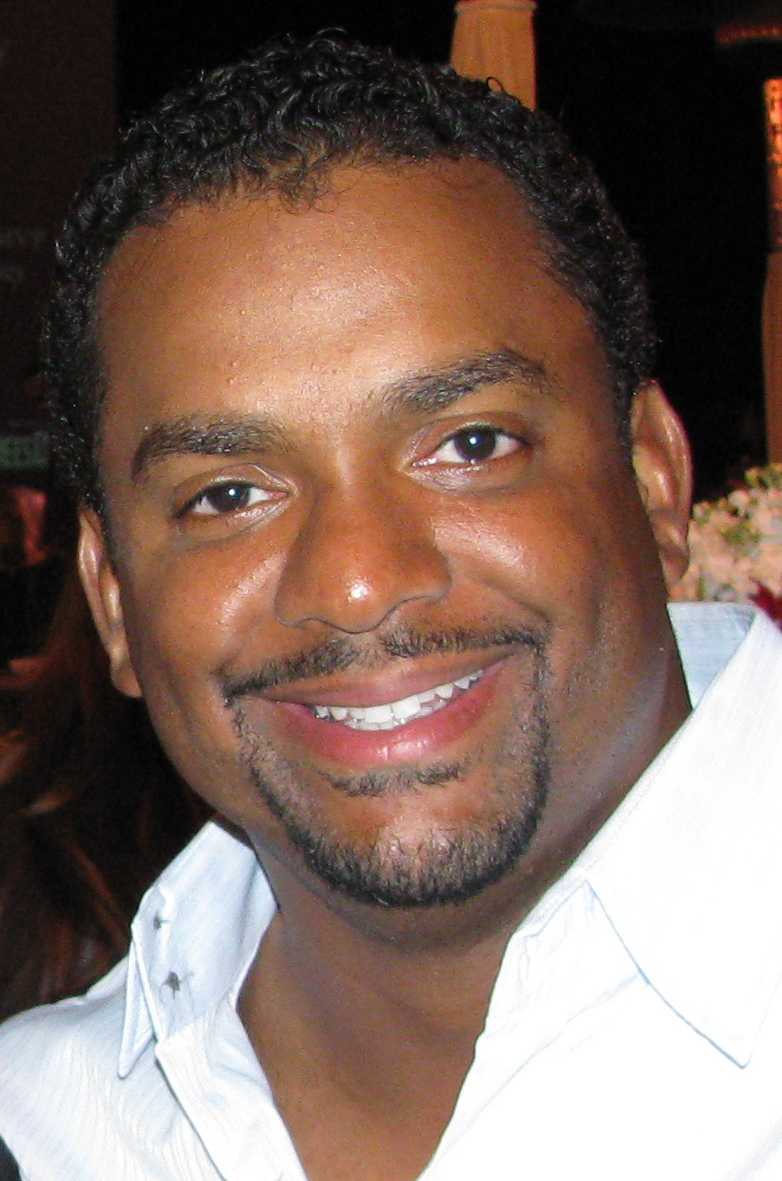
Alfonso Ribeiro, 2011

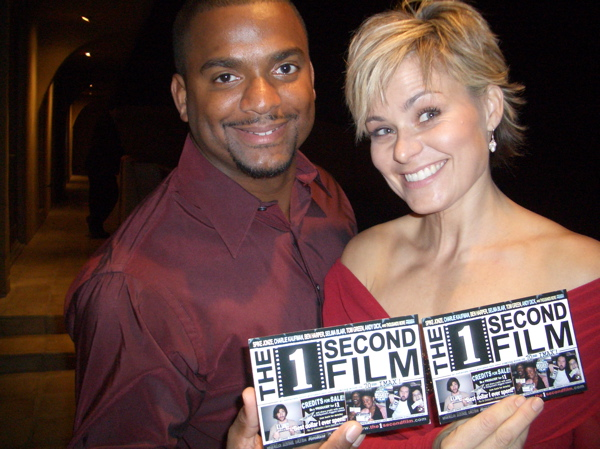
Alfonso Ribeiro und seine erste Ehefrau Robin Stapler

Alfonso Lincoln Ribeiro (* 21. September 1971 in New York City, New York) ist ein US-amerikanischer Schauspieler, Tänzer, Regisseur und Moderator. Bekannt wurde er durch die Rolle des Carlton Banks in der Sitcom Der Prinz von Bel-Air.

## Leben
Alfonso Ribeiros Eltern kamen aus Trinidad und Tobago in die Vereinigten Staaten. Er studierte an der California State University in Los Angeles. Im Alter von acht Jahren begann er seine schauspielerische Karriere in dem Drama Hit me again. Als Schauspieler und Tänzer wurde er durch seine Teilnahme an dem Broadway-Musical The Tap Dance Kid im Jahre 1983 erstmals wahrgenommen.
Sein Tanztalent blieb nicht unbemerkt und er wirkte 1984 in einer Pepsiwerbung mit Michael Jackson mit, in welcher er einen kleinen tanzenden Jungen mit roter Lederjacke und Glitzerhandschuh darstellt, der plötzlich auf sein Idol Michael Jackson trifft. Ribeiro vermarktete in den nachfolgenden Jahren mittels Fernsehwerbung die Tanzchoreographien Breakin’ and Poppin’, welche stark an den Tanzstil von Michael Jackson angelehnt waren. Sein Image als jüngerer Jackson-Darsteller half ihm auch, um als Teenager eigene Songs (z. B. Dance Baby) zu veröffentlichen.
Im Jahr 1984 wurde er für die US-Serie Silver Spoons engagiert. Dem internationalen Publikum wurde er als Schauspieler durch seine Rolle als Carlton Banks in der Sitcom Der Prinz von Bel Air bekannt. Weitere Fernsehrollen wie Dr. Maxwell Stanton in Ein schrecklich nettes Haus folgten. Weitere Rollen spielte er im Horrorfilm C2 – Killerinsekt (Ticks, 1993) und im Fernsehfilm Kidz in the Wild (1996). Ribeiro wirkte ebenfalls im Musikvideo zum Film Wild Wild West mit Will Smith mit. 2012 und 2013 hat er für mehrere Episoden von Shake It Up – Tanzen ist alles Regie geführt und auch in einer Episode eine kleine Nebenrolle als Lehrer gespielt. Im Herbst 2013 war Ribeiro Teilnehmer bei I’m a Celebrity…Get Me Out of Here!, dem britischen Original von Ich bin ein Star – Holt mich hier raus!. 2014 nahm er an der 19. Staffel der Tanzshow Dancing with the Stars teil und belegte dort mit seiner Partnerin Witney Carson den ersten Platz.
Ribeiro war von 2002 bis 2006 mit der Schauspielerin Robin Stapler verheiratet. Das Paar hat eine Tochter. Im Oktober 2012 heiratete Ribeiro Angela Unkrich. Mit ihr hat er drei gemeinsame Kinder.

## Filmografie (Auswahl)
- 1984–1987: Silver Spoons
- 1986: Magnum
- 1990: College Fieber (A different World)
- 1990–1996: Der Prinz von Bel-Air (The Fresh Prince of Bel-Air)
- 1993: C2 – Killerinsekt (Ticks)
- 1995–1999: Ein schrecklich nettes Haus (In the House)
- 1996: Kidz in the Wild
- 1997: Extreme Ghostbusters (Synchronisation)
- 2002: One on One
- 2002–2003: The Brothers Garcia
- 2005: Lovewrecked – Liebe über Bord (Love Wrecked)
- 2008–2011: Catch 21 (Spielshow, Moderation)
- 2011: Are We There Yet? (Fernsehsendung)
- 2011: Things We Do For Love
- 2012: Big Time Rush (Fernsehserie, 1 Folge)
- 2014: Dancing with the Stars (Fernsehsendung, Staffel 19)